# Lindenstraße 22 (Mönchengladbach)

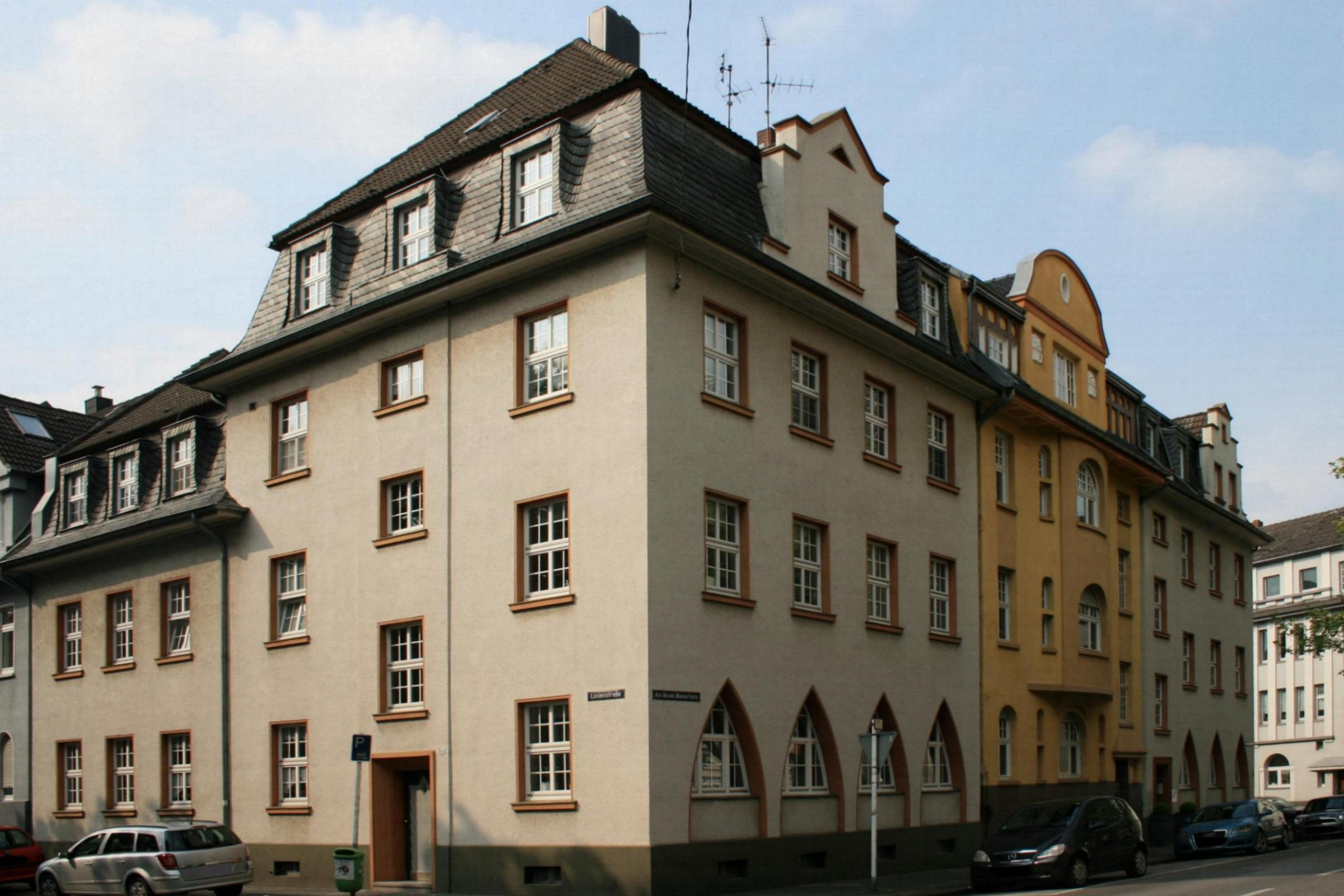
Wohnhaus (2010)

Das Wohnhaus Lindenstraße 22 befindet sich in Mönchengladbach (Nordrhein-Westfalen) im Stadtteil Am Wasserturm.
Das Gebäude wurde 1925/1926 erbaut. Es wurde unter Nr. L 034 am 7. Dezember 1994 in die Denkmalliste der Stadt Mönchengladbach eingetragen.

## Architektur
Das Gebäude gehört zu einem am Straßenring um den Wasserturm und sich bis in die Viersener Straße hinein fortsetzenden Gebäudekomplex von fünf Mietwohnhäusern. In zwei Gebäudeabschnitte gegliederte Eckbebauung unter voluminös ausgebildeten Mansarddächern mit weit vorkragenden Traufgesimsen. Fassadenausführungen in jeweils differierender Gestalt.
Der eigentliche Ecktrakt ist dreigeschossig hochgeführt und auf der dem Wasserturm zugewandten Seite durch einen Treppengiebel mittig akzentuiert. Bei regelmäßiger Fensterreihung (vierachsig) sind die des Erdgeschosses als große, des Giebels und das der rechts flankierenden Gaube. Die arkadenähnliche Spitzbogenfenster ausgebildet; die der Obergeschosse sind gleichförmig hochrechteckig mit flach aufgelegter Putzrahmung und Sohlbänken. Analog ausgebildet, nur kleiner dimensioniert, ist das Fenster dreiachsige Fassadenseite zur Lindenstraße ist axialsymmetrisch gegliedert.
Durch knappes Hervortreten aus der Wandfläche ist die mittige Eingangsachse betont. Versetzt angeordnete Treppenhausfenster von nach oben abnehmender Höhe belichten das Treppenhaus. Die rechts und links flankierenden Hochrechteckfenster entsprechen denen der anderen Straßenfront. Die Dachfläche durchbrechen drei gleichförmige Dachgauben. An den dreigeschossigen Baukörper schließt sich links ein zweigeschossiger, dreiachsiger Gebäudeabschnitt an. Schlichte Fenstergliederung und Rechteckausführung analog der dem Wasserturm zugekehrten Seite. In der Dachfläche wiederum drei Gauben.